# Microspio pigmentata
Microspio pigmentata är en ringmaskart. Microspio pigmentata ingår i släktet Microspio och familjen Spionidae. Inga underarter finns listade i Catalogue of Life.